# Ten cudowny świat
Ten cudowny świat (tytuł oryg. It’s a Wonderful World) – amerykański film z 1939 roku w reżyserii W.S. Van Dyke’a.

## Obsada
- Claudette Colbert - Edwina Corday
- James Stewart - Guy Johnson
- Guy Kibbee - Fred 'Cap' Streeter
- Nat Pendleton - sierżant Fred Koretz
- Frances Drake - Vivian Tarbel
- Ernest Truex - Willie Heyward
- Richard Carle - major I. E. Willoughby
- Sidney Blackmer - Al Mallon
- Andy Clyde - 'Gimpy' Wilson
- Cliff Clark - kapitan Haggerty
- Cecil Cunningham - Madame J. L. Chambers
- Leonard Kibrick - Herman Plotka
- Hans Conried - pan Delmonico
- Conrad Veidt - George Richard
- Brandon Hurst - Paul Henry
- Grady Sutton - Lupton Peabody